# Stictonanus
Stictonanus Millidge, 1991 è un genere di ragni appartenente alla famiglia Linyphiidae.

## Etimologia
Il nome del genere deriva dal greco στικτὸς, stiktòs, cioè punteggiato, screziato e dal latino nanus, cioè nano, di piccole dimensioni 

## Distribuzione
Le due specie oggi note di questo genere sono state rinvenute in Cile: la S. paucus è un endemismo di Palmas de Ocoa, località della provincia di Quillota, nella Regione di Valparaíso; mentre la S. exiguus è un endemismo reperito nei pressi di Puyehue nella Regione di Los Lagos

## Tassonomia
Dal 1991 non sono stati esaminati esemplari di questo genere.
A dicembre 2012, si compone di due specie:
- Stictonanus exiguus Millidge, 1991 — Cile
- Stictonanus paucus Millidge, 1991[4] — Cile